# Bézaudun-les-Alpes

Bézaudun-les-Alpes este o comună în departamentul Alpes-Maritimes din sud-estul Franței. În 1 ianuarie 2022 avea o populație de 260 de locuitori.